# Liste der portugiesischen Botschafter in Kolumbien
Die Liste der portugiesischen Botschafter in Kolumbien listet die Botschafter der Republik Portugal in Kolumbien auf.
Mit einer Legation wurde 1944 die erste Vertretung Portugals in Bogotá eingerichtet, erstmals akkreditierte sich ein portugiesischer Botschafter 1948 hier, noch ohne Amtssitz in Kolumbien.
1962 wurde die Botschaft in Bogotá eröffnet. Sie hat ihren Sitz heute im Edificio Advance in der Calle 99 Nummer 7A-77, in der kolumbianischen Hauptstadt Bogotá.
Daneben besteht ein portugiesisches Honorarkonsulat in Cartagena.

## Missionschefs
| Name                                                  | Bild     | Amtszeit                            | Anmerkungen                                                                                            |
| Portugal                                              | Portugal | Portugal                            | Portugal                                                                                               |
| ----------------------------------------------------- | -------- | ----------------------------------- | --- |
| João Maria da Silva Lebre e Lima                      |          | 2. März 1948–?                      | erster Botschafter der Republik Portugal in Kolumbien, Amtssitz in Mexiko-Stadt                        |
| João Rodrigues Simões Affra                           |          | 25. Juli 1956–?                     | zweiter Botschafter Portugals in Kolumbien, Amtssitz in Havanna                                        |
| Salvador Sampayo Garrido                              |          | 1962(?)–1977(?)                     | Eröffnung der Botschaft Portugals in Bogotá am 2. Januar 1962                                          |
| Amândio Mourão de Mendonça Corte Real da Silva Pinto  |          | 30. August 1977 –9. Februar 1986    | erster Botschafter Portugals mit Amtssitz Bogotá; bereits seit dem 8. August 1977 Leiter der Botschaft |
| António Manuel Syder Santiago                         |          | 15. Mai 1986 –18. November 1990     | bereits seit dem 7. April 1986 Leiter der Botschaft                                                    |
| António Abel Martins Pereira de Meneses Pinto Machado |          | 14. Februar 1991–?                  | bereits seit dem 4. Dezember 1990 Leiter der Botschaft                                                 |
| Augusto Martins Gonçalves Pedro                       |          | 1. Februar 1996 –20. Oktober 2001   | bereits seit dem 10. Januar 1996 Leiter der Botschaft                                                  |
| António Augusto Jorge Mendes                          |          | 2. November 2001 –14. Januar 2005   | |
| Artur Monteiro de Magalhães                           |          | 15. Januar 2005 –13. Dezember 2006  | Übergangs-Geschäftsträger                                                                              |
| Augusto José Pestana Peixoto                          |          | 14. Dezember 2006 –27. Februar 2013 | |
| João Manuel Ribeiro de Almeida                        |          | 11. April 2013 –20. Oktober 2017    | |
| Maria Gabriela Vieira Soares de Albergaria            |          | seit 13. Februar 2018               | bereits seit 15. Januar 2018 Leiterin der Botschaft                                                    |